# SPECIALS
「SPECIALS」（スペシャルズ）は、BIGMAMAの15枚目のシングル。2016年3月9日にRX-RECORDSよりリリースされた。

## 概要
前作『MUTOPIA』から6ヶ月ぶりのリリース。通常盤のみのリリース。また、ライブDVD『The Vanishing Bride Tour 2015 〜消えた花嫁の行方〜』と同日リリースになる。
カップリングには、新曲1曲に加え、過去曲2曲のライブ音源が収録されている。ライブ音源は、両者とも2015年10月12日に新木場スタジオコーストで開催された、「The Vanishing Bride Tour 2015 ～帰ってきた花嫁、二次会は新木場で～」の追加公演での音源となっている。

## 楽曲解説
SPECIALS
表題曲。MVが作られている。
この曲には「自分たちの音楽で聴き手を幸せにしたい」「あなたにとってスペシャルな存在でありたい」といった思いが込められている。
CDデビューから10周年という節目で、ファンや周囲のスタッフに向けた感謝の曲である。
ミュージックビデオは、ボクシングリングが舞台となっており、金井政人がボクサーを演じている。
rockin'on.comの奥村明裕は、「シンフォニックで疾走感に満ちた王道的BIGMAMAサウンド」「聴く者の気持ちを昂らせてやまない」と評価している。
A Chocolate Ghost
寓話性とユーモアに溢れたチャーミングな楽曲。
「遊び心」をキーワードに据えた実験的な楽曲。後半は軽快な2ビートでリズムを刻んでいる。
最後の一口 お行儀悪いver. (2015.10.12 STUDIO COAST)
この日のライブのセットリストを決定するファン投票にて1位に選ばれた楽曲。

## 収録曲
| 全作詞: 金井政人、全作曲・編曲: BIGMAMA。 |                                                         |          |            |      |
| #                                         | タイトル                                                | 作詞     | 作曲・編曲 | 時間 |
| 1.                                        | 「SPECIALS」                                            | 金井政人 | BIGMAMA    | 3:08 |
| 2.                                        | 「A Chocolate Ghost」                                   | 金井政人 | BIGMAMA    | 3:07 |
| 3.                                        | 「最後の一口 お行儀悪いver. (2015.10.12 STUDIO COAST)」 | 金井政人 | BIGMAMA    | 3:37 |
| 4.                                        | 「MUTOPIA in Shinkiba (2015.10.12 STUDIO COAST)」       | 金井政人 | BIGMAMA    | 4:59 |
| 合計時間:                                 | 合計時間:                                               | 14:51    |            |      |